# Aspetto verbale
L'aspetto verbale (spesso semplicemente aspetto) è una categoria grammaticale che esprime l'articolazione temporale interna della situazione espressa dal verbo. Un'azione o un processo che si svolgono nella realtà possono essere ritratti linguisticamente sottolineando che essi sono (o erano) in corso di svolgimento o che il loro effetto perdura ancora al momento dell'enunciazione o che si sono presentati ripetutamente o abitualmente; è poi possibile presentarli nella loro globalità, come eventi che il parlante non intende scandire in fasi. Queste possibili sfumature linguistiche sono permesse da specifiche proprietà aspettuali del verbo, che vanno distinte da altre proprietà (tanto grammaticali, come il tempo, quanto semantiche, come l'azionalità).

## Aspetto, tempo, azionalità
L'aspetto va distinto dal tempo. Mentre il tempo verbale indica il momento in cui l'azione espressa dal verbo viene collocata dal parlante (tipicamente in rapporto al momento dell'enunciazione), l'aspetto rileva la scansione interna dell'azione, ad esempio se essa sia considerata come compiuta o in corso. In altre parole, il tempo verbale segnala se un'azione o un evento siano accaduti nel passato, nel presente o nel futuro rispetto al momento dell'enunciazione, mentre l'aspetto segnala la durata dell'evento, il suo inizio o la sua continuazione o il suo completamento o la sua ripetizione ecc.
In generale, tra le lingue naturali la sensibilità verso l'aspetto è più comune che quella verso la mera collocazione temporale. Secondo alcuni autori, il protoindoeuropeo ha conosciuto l'opposizione aspettuale tra perfettivo (espresso dal perfetto) e presente gnomico (espresso dal modo ingiuntivo) prima dell'opposizione temporale tipica del sistema verbale delle lingue naturali moderne. S'ipotizza che questo cambiamento strutturale del sistema verbale sia avvenuto in concomitanza con l'adozione di specifiche marche temporali (ad esempio l'aumento).
L'aspetto va poi distinto dall'azionalità: mentre l'aspetto è una categoria legata alle singole forme verbali (espresse attraverso la flessione), l'azionalità (o "aspetto lessicale") è una nozione di matrice semantica, in quanto permette di categorizzare i verbi in base al loro significato intrinseco. Dal punto di vista azionale, alcuni verbi esprimono intrinsecamente azioni puntuali o durative, teliche o ateliche, stative o dinamiche. La confusione tra aspetto e azionalità è favorita dalla coincidenza terminologica che si ha in inglese tra i due concetti (l'aspetto è detto grammatical aspect, mentre l'azionalità è detta lexical aspect).

## Opposizioni aspettuali
Una tipica opposizione aspettuale è quella tra aspetto perfettivo e aspetto imperfettivo. La perfettività di un'azione consiste nel suo compimento o, in altre parole, nel perdurare nel presente del suo risultato. L'imperfettività rinvia invece alla descrizione di un'azione dall'interno, senza che risulti esplicitato il suo compimento.
Tipi dell'aspetto imperfettivo sono gli aspetti progressivo, continuo e abituale.
Oltre a quella tra perfettivo e imperfettivo, le opposizioni aspettuali più diffuse nelle lingue naturali sono:
1. Abituale vs. continuo
2. Progressivo vs. non progressivo

Si confrontino le seguenti frasi:
Marco lesse un libro.
Marco stava leggendo un libro.
La prima frase (sia nella versione con lesse, ma anche con ha letto) presenta l'azione come un tutto unico, senza alcuna scansione in fasi. La seconda frase, al contrario, è vista come dall'interno del suo progressivo svolgimento, senza menzione dell'esito e quindi in un rapporto dubbio rispetto al presente dell'enunciazione. In particolare, non è possibile stabilire, in base alla seconda frase, se Marco abbia terminato di leggere il libro. A questo proposito, risultano accettabili frasi come:
Marco stava leggendo un libro, quando arrivò Gisella.
Marco stava leggendo un libro, ma non poté finirlo.
Non risultano invece accettabili espansioni come:
Marco lesse un libro, quando arrivò Gisella.
Marco lesse un libro, ma non poté finirlo.
Tanto la frase con lesse quanto quella con stava leggendo veicolano la medesima informazione temporale: l'azione si è svolta nel passato rispetto al punto di enunciazione. Le due frasi, però, risultano diverse sotto un altro rispetto, quello aspettuale: l'aspetto non ha relazione con la funzione deittica del tempo (la deissi temporale è il mezzo per indicare, nel linguaggio, il momento stesso dell'enunciazione).

## Interferenze tra aspetto e azionalità
Mentre l'aspetto si esprime attraverso la flessione del verbo, l'azionalità è una categoria semantica, nel senso che rinvia al significato intrinseco del verbo. Esistono comunque dei fenomeni di interferenza tra aspetto e azionalità. Ad esempio, l'imperfetto dei verbi culminativi (achievements, nella classificazione di Zeno Vendler) ha, da un punto di vista aspettuale, sempre valore abituale, perché ai culminativi manca il tratto della duratività. Quindi, il verbo culminativo addormentarsi all'imperfetto non può che avere valore abituale (Mi addormentavo spesso al lavoro). Il verbo dormire, invece, che è durativo, all'imperfetto ammette una interpretazione continua (Durante il concerto dormivo) o abituale (In quel periodo dormivo male).

## L'aspetto nel greco antico e nelle lingue moderne
L'espressione del tratto aspettuale può essere affidata ad elementi lessicali o a marche grammaticali (vedi Lessicalizzazione e Grammaticalizzazione). Esempi di elementi lessicali sono nella lingua italiana: l'ingressività (o incoatività, dal latino incohare, 'cominciare') di un'azione è esplicitata attraverso la scelta di uno specifico verbo (arrossire vs. essere rosso: il primo verbo è ingressivo, il secondo esprime duratività). In latino, invece, questa opposizione è grammaticalizzata: a diversi verbi in -eo (di valore durativo), come rubeo ('sono rosso') si oppongono verbi in -sco (di valore puntuale e ingressivo), come rubesco ('arrossisco'). Si può considerare il suffisso -sco una marca grammaticale (un morfema derivativo). Da questa marca derivano i verbi incoativi dell'italiano.
Nelle lingue slave il tempo e l'aspetto non sono rappresentati assieme. Qualsiasi distinzione chiara è andata invece perduta nelle lingue neolatine e germaniche, dove le forme del tempo verbale rappresentano sia il tempo che l'aspetto. Per esempio, "ho mangiato" esprime normalmente sia il tempo passato prossimo che l'aspetto perfettivo (un'azione descritta come compiuta), mentre "sto mangiando" esprime generalmente sia il tempo presente che l'aspetto imperfettivo (un'azione descritta come in corso di svolgimento).

### Greco antico
Si possono utilizzare esempi dal greco antico, giacché questa è la lingua che meglio connota l'aspetto verbale (in greco il valore temporale è subordinato a quello aspettuale, ad eccezione dell'indicativo). Ad esempio:
- il presente γράφω (gràphō, 'scrivo') implica un'azione continuata, intendendo sto scrivendo, continuo a scrivere (aspetto imperfettivo/durativo);
- l'imperfetto ἔγραφον (égraphon, 'scrivevo'), essendo formato sul tema del presente, esprime un passato durativo come l'imperfetto italiano;
- l'aoristo ἔγραψα (égrapsa, 'scrissi') indica un'azione nel passato, senza riferimento al suo svolgimento o compimento[7] (aspetto puntuale o aoristico);
- il perfetto γέγραφα (gégrapha, 'ho scritto e ho finito di scrivere') indica un'azione compiuta (aspetto perfettivo)[7]; l'esito permane nel tempo e il verbo non indica necessariamente solo un'azione passata: ad esempio il perfetto κέκτημαι (kéktēmai, 'ho acquistato') acquista un senso stativo/resultativo che influisce sulla resa in italiano, dovendosi tradurre posseggo (poiché ho acquistato).

Il futuro è l'unico tempo che non esprime l'aspetto verbale, ma soltanto la nozione temporale di posteriorità.
I tempi del passato sono caratterizzati dall'aumento (ἐ-), che pone l'azione nel passato. L'aumento è caratteristico del modo indicativo; tutti gli altri modi (congiuntivo, ottativo, imperativo, participio, infinito), non portando l'aumento, non hanno connotazione temporale ed esprimono quindi solo il valore aspettuale.

### Greco moderno
Nel greco posteriore e moderno si sono conservate le differenze tra
- aspetto continuativo e durativo (τρέχομεν, in greco moderno τρέχουμε, "corriamo" o "stiamo correndo", all'imperfetto τρέχαμεν "correvamo" o "stavamo correndo"),
- aspetto momentaneo o puntuale (έπεσε "cadde"),
- aspetto compiuto o resultativo (parzialmente assorbito dall'aoristo o espresso dal perfetto moderno perifrastico έχω+aparèmfato (un relitto dell'infinito formato sul tema dell'aoristo), p. es. έχουν γράψει equivalente all'antico γεγράφασι).

Notevole è l'estensione dell'aspetto al tempo futuro, che dimostra l'importanza diacronica dell'aspetto nella lingua greca: θα γράψω ("scriverò", azione generica) e θα γράφω ("scriverò abitualmente o ripetutamente").

### Italiano
Nella lingua italiana l'aspetto del verbo viene definito dalla costruzione della frase e dal tempo usato oppure da altre parole (verbi o avverbi) aggiunte per chiarire il concetto.
Esempi:
- Quando vedo un amico, lo saluto. (azione momentanea)
- Comincio a vedere una soluzione. (inizio azione, incoativo)
- Ho visto abbastanza. (fine azione)
- La scritta si vede male. (durata indefinita)
- Vorrei vedere il film. (la durata è definita, ma non istantanea)
- Ho visto simili casi in passato. (l'azione si ripete)

Nell'esempio è stato sempre usato il verbo vedere, ma nei primi tre casi l'aspetto era perfettivo, nei secondi tre imperfettivo. Il verbo cambia aspetto in funzione del significato e della costruzione grammaticale.
Nelle lingue europee moderne - ad eccezione della lingua greca, delle lingue slave e di alcune lingue finnopermiche - questa distinzione linguistica è sparita dalla flessione, sostituita in genere da perifrasi o costruzioni progressive.
Già nel latino ci si limitava a contrapporre l'infectum (non compiuto) al perfectum (azione compiuta). Di conseguenza le lingue neolatine come l'italiano o il francese hanno sviluppato tempi verbali imperfettivi (come l'imperfetto) e perfettivi (come il passato prossimo o il passato remoto).
Anche nella grammatica italiana sono stati individuati schemi aspettuali marcati da perifrasi diverse.
In italiano, gli unici tempi verbali che suggeriscono un'idea esatta di aspettualità sono il passato prossimo (perfettivo) e l'imperfetto (imperfettivo). Per esprimere l'aspetto negli altri tempi viene usata la perifrasi. Esempi:
- inizio a fare, finisco di fare (perfettivi dell'imperfettivo fare),
- continuo a fermare, fermo ogni volta (imperfettivi del perfettivo fermare).

### Lingue slave
Nelle lingue slave, per le sei varianti dell'esempio riportato più sopra, vengono usati sei diversi verbi, in quanto ogni verbo (tranne qualche eccezione) può avere un solo aspetto. Di norma sono parole derivate dal verbo di base tramite prefissi o suffissi, ma possono essere anche vocaboli del tutto diversi. Sempre per il verbo vedere/guardare, ecco le traduzioni slovene e russe:
- guardare - gledati - gljadet' (глядеть)
- scorgere - zagledati - pogljadet' (поглядеть)
- cominciare a vedere - spregledati - zagljanut' (заглянуть)
- concludere l'osservazione - pregledati - peregljadet' (переглядеть)
- guardare un po' - pogledati - peregljadyvat' (переглядывать)
- guardare varie volte - pogledovati - pogljadyvat' (поглядывать)

Come si vede dall'esempio, sebbene il vocabolo di base sia palesemente della stessa radice, ogni lingua ha poi sviluppato diversi prefissi e suffissi per i vari significati. Bisogna notare altresì che esistono anche altri verbi derivati da questa stessa radice e per i quali la lingua italiana ha vocaboli del tutto estranei alla base. Ad esempio, lo sloveno zgledati significa sembrare e nella forma ripetitiva zgledovati significa fare riferimento, ma in russo non esiste un derivato da gljadet' (глядеть) per nessuna delle due parole.
La particolarità dell'aspetto verbale spiega in parte la modesta estensione dei tempi verbali nelle lingue slave. In effetti, in molte lingue non slave i tempi verbali passati hanno sviluppato forme diverse per indicare l'aspetto perfettivo o imperfettivo, mentre le lingue slave hanno sviluppato nuovi vocaboli per questa distinzione. Trattandosi di uno sviluppo risalente fin alle origini del ceppo linguistico, l'esempio riportato con il verbo vedere/guardare deve essere inteso come una delle regole fondamentali. In pratica, nelle lingue slave esistono ben pochi verbi ai quali non si possa cambiare aspetto con l'aggiunta (o sottrazione) di un prefisso.
Esempi di coppie aspettuali (imperfettivo-perfettivo) in russo :
- говорить - сказать (parlare,dire) ;
- делать - сделать (fare) ;
- думать - подумать (pensare)
- идти - пойти (andare) ;

## Terminologia
Il termine aspetto traduce il russo вид (vid) e si trova come aspect nella versione francese della grammatica russa di Greč curata da Charles Philippe Reiff.
Termini analoghi sono 'gradi' (degrees, nella versione inglese di Greč, curata sempre da Reiff) e 'rami' (branches).
Il termine russo vid, connesso etimologicamente al greco εἶδος èidos e il latino video, nella grammatica dello slavo ecclesiastico scritta da Meletius Smotriscius (Meletij Smotrickij) nel 1619 si riferisce alla differenza tra verbi primari e verbi derivati (incoativi e iterativi). La distinzione aspettuale apparirà con chiarezza solo con la grammatica russa del linguista tedesco Johann Severin Vater.